# واکسن کونژوگه
این مقاله دربارهٔ یکی از انواع واکسن‌هاست؛ برای واکسن‌های کونژوگه بیماری کووید-۱۹، سوبرانا ۰۲ و پاستوکووک را ببینید. برای کاربردهای دیگر واژهٔ «کونژوگه»، همیوغش را ببینید.

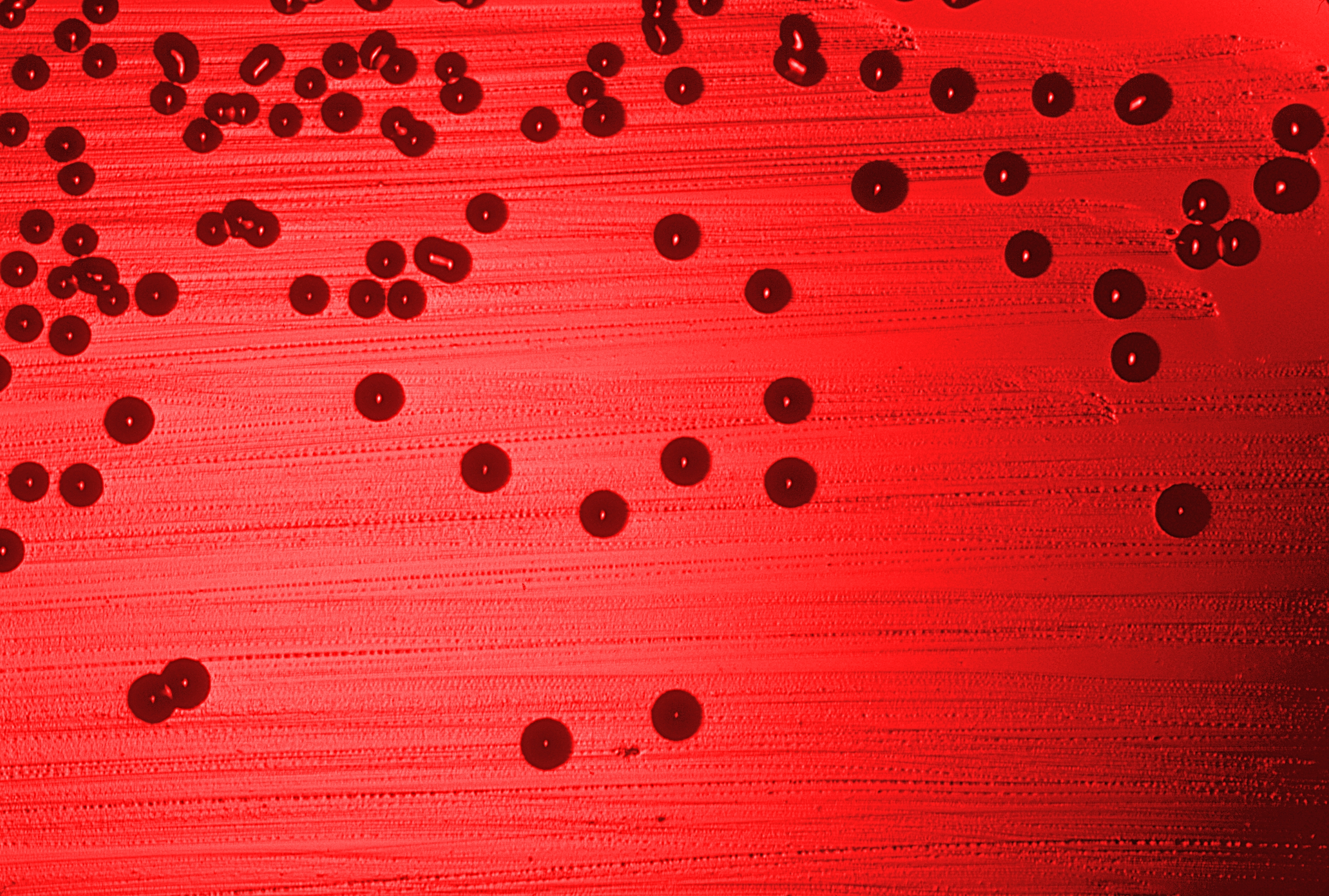
برای مبارزه با بیماری ناشی از باکتری هموفیلوس آنفلوآنزا نوع b که دارای پوشش پلی‌ساکاریدی است؛ از واکسن همیوغ استفاده می‌شود.

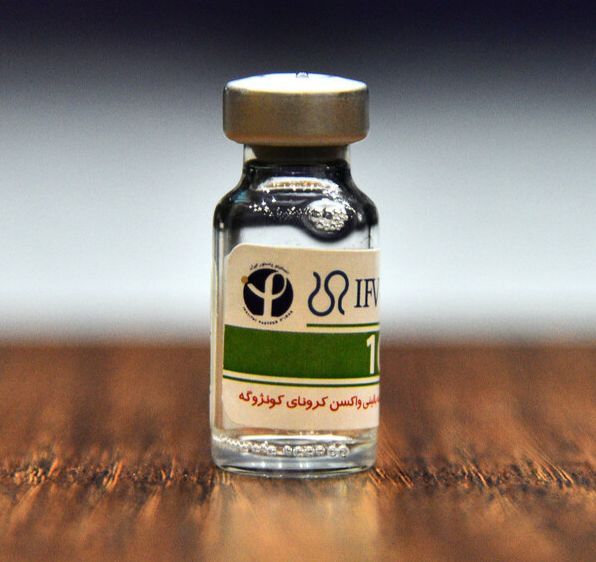
واکسن پاستوکووک نمونه‌ای از یک واکسن همیوغ است.

واکسن کونژوگه (به انگلیسی: Conjugate vaccine) یا واکسن همیوغ، نوعی واکسن است که یک آنتی‌ژن ضعیف را با یک آنتی‌ژن قوی به عنوان حمل‌کننده یا جابه‌جاکننده ترکیب می‌کند؛ به گونه‌ای که سیستم ایمنی پاسخی قوی‌تر و ایمن‌کننده‌تر در برابر آنتی‌ژن ضعیف‌تر داشته باشد. منظور از ضعیف و قوی در اینجا میزان خطر بیماری‌زایی نیست؛ بلکه قدرت و توان تحریک دستگاه ایمنی بدن انسان و شدت برانگیختن اجزای سیستم ایمنی به واکنش (تولید پادتن) است. ممکن است عامل یک بیماری خطرناک، مانند یک ویروس یا باکتری، پس از ورود به بدن، سیستم ایمنی را تحریک به واکنش نکند و عامل خارجی دیگری با خطر کمتر، واکنش شدیدتری را در سیستم ایمنی ایجاد کند. مفهوم ترکیب یک آنتی‌ژن ضعیف با یک آنتی‌ژن قوی، ترکیب و در کنار هم قرار دادن آنتی‌ژن قوی‌تر به عنوان محرک قوی‌تر سیستم ایمنی برای واکنش در برابر آنتی‌ژن ضعیف‌تری است که سیستم ایمنی را چندان تحریک نمی‌کند. ممکن است هدف از ساخت واکسن همیوغ، ایمن‌سازی در برابر عامل بیماری‌ای باشد که عامل آن آنتی‌ژن ضعیف‌تری از نظر تحریک سیستم ایمنی دارد. ایجاد پیوند و زوج‌سازی بین آنتی‌ژنی که محرک قوی‌تر سیستم ایمنی است با آنتی‌ژن عامل بیماری هدف – بیماری‌ای که علیه عامل آن واکسن تهیه می‌شود – به کارآمدی واکسن برای تحریک سیستم ایمنی برای مبارزه با بیماری هدف، که آنتی‌ژن عامل آن سیستم ایمنی را تحریک نمی‌کند، منجر می‌شود.
واکسن‌ها برای پیشگیری از بیماری‌ها با ایجاد و تحریک پاسخ یا واکنش ایمنی به یک آنتی‌ژن استفاده می‌شوند. بخش خارجی یک باکتری یا ویروس که سیستم ایمنی آن را به عنوان عامل مخرب و خطرناک می‌شناسد و با آن مقابله می‌کند؛ آنتی‌ژن نامیده می‌شود.
این فرایند، معمولاً با نسخه ضعیف‌شده یا مرده (غیرفعال‌شده) از باکتری یا ویروس در واکسن، انجام می‌گیرد؛ به گونه‌ای که سیستم ایمنی بعداً آنتی‌ژن را در زندگی شناخته و علیه آن، واکنش نشان دهد. بسیاری از واکسن‌ها حاوی یک آنتی‌ژن منفرد هستند که دستگاه ایمنی بدن بعداً برای تولید پادتن، خواهد شناخت.
با این وجود، آنتی‌ژن برخی باکتری‌های بیماری‌زا پاسخ و واکنشی قوی از سوی سیستم ایمنی برنمی‌انگیزد؛ بنابراین، واکسنی حاوی آنتی‌ژنی که محرک ضعیف سیستم ایمنی است، بعدها فرد را در برابر بیماری محافظت نخواهد کرد. در این‌گونه مواد، یک واکسن همیوغ برای تحریک سیستم ایمنی، ایجاد واکنش شدیدتر و برانگیختن پاسخ قوی‌تر مورد استفاده قرار می‌گیرد. در یک واکسن همیوغ، آنتی‌ژن ضعیف به‌صورت کووالانسی به یک آنتی‌ژن قوی‌تر متصل می‌شود و در نتیجه، پاسخ ایمنی شدیدتر و قوی‌تری در برابر آنتی‌ژن ضعیف‌تر ایجاد می‌شود. اغلب، آنتی‌ژن ضعیف پلی‌ساکاریدی است که به یک آنتی‌ژن قوی پروتئینی متصل می‌شود. با این وجود، جفت‌ها یا اتصالات پپتید-پروتئین و پروتئین-پروتئین هم ساخته‌شده‌اند.
برای باکتری‌هایی مانند باکتری عامل هموفیلوس آنفلوانزا از نوع b که دیواره یا پوشش پلی‌ساکاریدی دارند؛ بهترین راه پیشگیری بیماری، استفاده از واکسن همیوغ است. چون سیستم ایمنی اغلب پوشش پلی‌ساکاریدی باکتری‌های بیماری‌زا را به عنوان عامل خارجی شناسایی نمی‌کند؛ این پوشش به باکتری‌ها در پنهان ماندن از سیستم ایمنی کمک می‌کند و باعث می‌شود در برابر عوامل سیستم ایمنی بدن (گلبول‌های سفید)، مخفی بمانند. ترکیب آنتی‌ژن باکتری عامل بیماری با آنتی‌ژنی که از سوی سیستم ایمنی شناسایی می‌شود، موجب ایجاد واکنش دفاعی مطلوب در برابر بیماری ناشی از باکتری دارای پوشش پلی‌ساکاریدی می‌شود.
واکسن هموفیلوس آنفلوانزا نوعی واکسن همیوغ است. واکسن‌های پاستوکووک و سوبرانا ۰۲ نمونه‌هایی دیگر از واکسن‌های همیوغ هستند.
واکسن‌های همیوغ در دسته‌بندی شیوه‌های ساخت واکسن، زیرمجموعه واکسن‌های ساب‌یونیت قرار می‌گیرند؛ زیرا در آن‌ها از آنتی‌ژن میکروب (جزء یا بخشی از میکروب) به همراه یک آنتی‌ژن دیگر، استفاده می‌شود؛ نه کل میکروب به‌صورت ضعیف‌شده یا کشته‌شده.

## تاریخچه
ایده تهیه و ساخت واکسن همیوغ اولین بار در جریان آزمایش‌هایی بر روی خرگوش‌ها درسال ۱۹۲۷ به وجود آمد. در این آزمایش‌ها، پاسخ ایمنی به آنتی‌ژن پلی‌ساکاریدیِ استرپتوکوکوس پنومونیه نوع ۳ با ترکیبِ آنتی‌ژنِ پلی‌ساکاریدی با یک حامل از جنس پروتئین، افزایش و ارتقا یافت.
نخستین واکسن همیوغ مورد استفاده در انسان‌ها واکسن همیوغ هموفیلوس آنفلوانزا نوع b یا Hib بود که درسال ۱۹۸۷ در دسترس قرار گرفت. این واکسن، افراد را در برابر بیماری مننژیت محافظت می‌کند. واکسن هموفیلوس آنفلوآنزا پس از عرضه، به زودی در برنامه ایمن‌سازی نوزادان در ایالات متحده آمریکا قرار گرفت. واکسن همیوغ Hib با یکی از چند پروتئینِ حاملِ مختلف ترکیب می‌شود. از جمله این پروتئین‌ها که نقش حامل آنتی‌ژن باکتری عامل هموفیلوس آنفلوآنزا را دارند؛ زهرواره دیفتری یا زهرواره کزاز است. مدت کوتاهی پس از در دسترس قرار گرفتن واکسن Hib، شمار موارد عفونت هموفیلوس آنفلوآنزا کاهش یافت. بین سال ۱۹۸۷ تا ۱۹۹۱، شیوع این عفونت ۹۰٫۷ درصد کمتر شد و پس از آن که واکسن برای نوزادان در دسترس قرار گرفت؛ شمار موارد عفونت بیش از پیش کاهش یافت.

## شیوه عملکرد واکسن
واکسن‌ها موجب پاسخ ایمنی به یک آنتی‌ژن می‌شوند و سیستم ایمنی، با تولید لنفوسیت تی و پادتن، به ورود و حضور آنتی‌ژن واکنش نشان می‌دهد. حافظه سلول‌های بی خاطره، آنتی‌ژن را «به‌یاد می‌آورد»، به‌نحوی که اگر بدن بعدها با آن مواجه شود، بتواند برای شکستن و تجزیه آنتی‌ژن، پادتنِ مناسب تولید کند. هنگام ورود و حضور باکتری‌های دارای پوشش یا دیواره پلی‌ساکاریدی، پاسخ ایمنی بدن انسان سلول‌های بی را مستقل و جدا از تحریک سلول تی می‌سازد.
با ترکیب و اتصال (کونژوگاسیون) پلی‌ساکارید با یک حامل پروتئینی، پاسخ سلول تی القا می‌شود. معمولاً، پلی‌ساکاریدها به تنهایی نمی‌توانند در مجموعه سازگاری بافتی اصلی از سلول عرضه‌کننده آنتی‌ژن بارگیری شوند. دلیل این امر آن است که مجموعه سازگاری بافتی اصلی تنها می‌تواند پپتیدها را محصور کند و دربر گیرد. در مورد واکسن‌های همیوغ، پپتید حامل، به آنتی‌ژن هدف پیوند داده‌شده و متصل می‌شود و امکان وارد شدن و حضور ترکیب آنتی‌ژنی حاصل را در بخش مجموعه سازگاری بافتی اصلی سلول تی فراهم می‌آورد؛ به نحوی که سلول تی بتواند فعال شود. این فرایند، کارایی و اثربخشی واکسن را افزایش و ارتقا می‌بخشد؛ چرا که سلول‌های تی پاسخ ایمنی قوی‌تری را ایجاد کرده و موجب خاطره ایمنی‌شناختی ماندگارتر و با سرعت بازیابی بیشتر، می‌شوند. سلول عرضه‌کننده آنتی‌ژن، نقش تحویل و ارائه آنتی‌ژن به لنفوسیت تی را برای ساخت پادتن و ایجاد خاطره ایمنی دارد.
همیوغ‌سازی آنتی‌ژنِ پلی‌ساکاریدیِ هدف با پروتئین حامل، کارآمدی واکسن را افزایش می‌دهد؛ چرا که یک واکسن غیرهمیوغ علیه آنتی‌ژن پلی‌ساکاریدی در کودکان کم‌سن مؤثر نیست. سیستم ایمنی کودکان خردسال توانایی شناسایی آنتی‌ژن دارای پوشش پلی‌ساکاریدی را ندارد؛ چرا که پوشش پلی‌ساکاریدی آنتی‌ژن آن را در برابر سیستم ایمنی مخفی و پنهان می‌کند. با ترکیب پلی‌ساکارید باکتریایی با یک آنتی‌ژن دیگر، سیستم ایمنی قادر به پاسخ و واکنش در برابر آنتی‌ژن می‌شود.

## برخی از واکسن‌های همیوغ تأییدشده
- واکسن هموفیلوس آنفلوآنزا[۴] (Hib)، که پراستفاده‌ترین واکسن همیوغ است.
- واکسن علیه باکتری استرپتوکوک پنومونیه[۵] که در آن پروتئین حمل‌کننده‌ای مشابه آنچه در واکسن Hib استفاده می‌شود؛ مورد استفاده قرار می‌گیرد.
- واکسن علیه باکتری نایسریا مننژیتیدیس[۶] که در ساخت آن، از پروتئین حمل‌کننده‌ای مانند پروتئین حامل آنتی‌ژن در واکسن Hib استفاده می‌شود.
- واکسن همیوغ حصبه، تا سال ۲۰۱۸، جدیدترین واکسن همیوغ بوده و در ایمن‌سازی کودکان با سن کمتر از پنج‌سال، مؤثر بوده‌است.